# Évaille
 (février 2014).
Un ou une évaille est une crue pendant les mois d'hiver dans la région du Marais poitevin. Contrairement aux inondations, celle-ci n'est pas catastrophique, et reprend juste la place qui était la sienne bien avant que le Marais Poitevin soit aménagé avec les canaux et les étagements avec les biefs.
Le mot, voulant dire « crue » dans le patois poitevin, peut aussi s'écrire « évail », « évaille », ou « évaie ».

## Caractéristiques
Tout comme les crues, ce phénomène se caractérise par une hausse du niveau d'eau, recouvre les terres et chemins, seuls les arbres dépassant du niveau d'eau.
Lorsque le niveau d'eau est en phase de « pré-évaille » les Maraichins appellent cette période la « barbaille » .
L’« évaille » est source de bienfaits. Si les volumes déversés sont bien moins importants qu’autrefois, selon les anciens, cette eau chargée d’alluvion est utile à la fertilité des sols. Au printemps, l’étalement de l’eau est aussi favorable aux frayères.